# Union City (Califórnia)
Union City é uma cidade localizada no estado americano da Califórnia, no condado de Alameda. Foi incorporada em 26 de janeiro de 1959.

## Geografia
De acordo com o United States Census Bureau, a cidade tem uma área de 49,7 km², onde todos os 49,7 km² estão cobertos por terra.

## Demografia
Segundo o censo nacional de 2020, a sua população é de 70 143 habitantes e sua densidade populacional é de 1 411,79 hab/km². Possui 21 432 residências, que resulta em uma densidade de 431,37 residências/km².